# Antonio Poma
Antonio Poma (Villanterio, 12 juni 1912 – Bologna, 24 september 1985) was een Italiaans geestelijke en kardinaal van de Rooms-Katholieke Kerk.
Poma bezocht het seminarie in Pavia en studeerde vervolgens aan de Pauselijke Gregoriaanse Universiteit in Rome, waar hij in 1934 promoveerde in de theologie. Hij werd op 15 april 1933 tot priester gewijd. In 1935 werd hij secretaris van de bisschop van Pavia, en professor aan het seminarie aldaar. In 1947 werd hij er rector.
Op 28 oktober 1951 benoemde paus Pius XII hem tot titulair bisschop van Thagaste en tot bisschop-coadjutor van Mantua. In 1954 werd hij bisschop van Mantua. Als zodanig nam hij deel aan het Tweede Vaticaans Concilie. Op 16 juli 1967 werd hij coadjutor in Bologna, waar hij in 1969 Giacomo kardinaal Lercaro opvolgde als aartsbisschop. Dit overigens tot verrassing van de laatste, die het nieuws van zijn door hemzelf aangevraagde ontslag moest lezen in L'Osservatore Romano.
Tijdens het consistorie van 28 april 1969 creëerde paus Paulus VI hem tot kardinaal. De San Luca a Via Prenestina werd zijn titelkerk. Van 1969 tot 1979 zat Poma de Italiaanse bisschoppenconferentie voor. Hij nam deel aan de conclaven van augustus en oktober 1978, die leidden tot de verkiezing van respectievelijk Johannes Paulus I en Johannes Paulus II. In 1983 kreeg hij vanwege zijn leeftijd ontslag. Hij bestuurde het aartsbisdom nog als apostolisch administrator, tot zijn opvolger, Enrico Manfredini was benoemd.
Hij overleed twee jaar later, op 75-jarige leeftijd en werd begraven in de Kathedraal van Sint Pieter in Bologna.
- Istituto Centrale per il Catalogo Unico: SBLV012335
- Virtual International Authority File: 88901713